# Svetlana Zaharova (atletinja)
Svetlana Vladimirovna Vasiljeva-Zaharova (rusko Светлана Владимировна Васильева-Захарова), ruska atletinja, * 15. september 1970, Čuvašija, Sovjetska zveza.
Nastopila je na poletnih olimpijskih igrah v letih 2004 in 2008, leta 2004 je dosegla deveto mesto v maratonu. Na svetovnih prvenstvih je v isti disciplini osvojila bronasto medaljo leta 2001. Trikrat je osvojila Honolulski maraton ter po enkrat Bostonski maraton in Chicaški maraton.